# Monnikskaptiran
De monnikskaptiran (Myiarchus tuberculifer) is een zangvogel uit de familie Tyrannidae (tirannen).

## Verspreiding en leefgebied
Deze soort komt voor van het zuidwesten van de Verenigde Staten tot Brazilië en telt dertien ondersoorten:
- M. t. olivascens: de zuidwestelijk Verenigde Staten en noordwestelijk Mexico.
- M. t. lawrenceii: van oostelijk Mexico tot Guatemala en El Salvador.
- M. t. querulus: zuidwestelijk Mexico.
- M. t. platyrhynchus: Cozumel.
- M. t. manens: zuidoostelijk Mexico en noordelijk Belize.
- M. t. connectens: van westelijk Belize tot centraal Nicaragua.
- M. t. littoralis: van westelijk Nicaragua tot noordwestelijk Costa Rica.
- M. t. nigricapillus: van zuidoostelijk Nicaragua tot westelijk Panama.
- M. t. brunneiceps: van oostelijk Panama tot westelijk Colombia.
- M. t. pallidus: noordoostelijk Colombia en noordelijk en westelijk Venezuela.
- M. t. tuberculifer: centraal Colombia, Venezuela, de Guyana's, amazonisch Brazilië, zuidoostelijk Brazilië en Trinidad.
- M. t. nigriceps: van zuidwestelijk Colombia tot westelijk Ecuador.
- M. t. atriceps: van zuidelijk Ecuador tot noordwestelijk Argentinië.

## Status
De grootte van de populatie is in 2022 geschat op 20 miljoen volwassen vogels. Op de Rode lijst van de IUCN heeft deze soort de status niet bedreigd.